# Anna Falchi
Anna Falchi, pseudonimo di Anna Kristiina Palomäki (Tampere, 22 aprile 1972), è un'attrice, conduttrice televisiva, ex modella e produttrice cinematografica italiana con cittadinanza finlandese, considerata un sex symbol degli anni 1990 e 2000.

## Biografia

### Infanzia
Nata a Tampere, in Finlandia, il 22 aprile 1972 da madre finlandese, Kaarina Palomäki Sisko, di professione indossatrice, e padre romagnolo, Benito Falchi; pur avendo all'anagrafe solamente il cognome materno, ha scelto di farsi conoscere con quello paterno. Ha un fratello, Sauro. Il padre abbandonò la famiglia quando i figli erano molto piccoli. All'età di 6 anni si trasferì in Italia: visse dieci anni a Scandiano, per poi trasferirsi a Pesaro.

### Carriera

Anna Falchi (a sinistra) a Miss Italia 1989

Partecipa ad importanti concorsi di bellezza. Nel 1988 è tra le finaliste internazionali di New Model Today e, grazie alla kermesse, verrà notata dalla prestigiosa agenzia di modelle Why Not Model Agency. L'anno dopo partecipa a Miss Italia 1989 dove vince il titolo di Miss Cinema. La carriera di modella le farà conquistare centinaia di copertine e di ingaggi pubblicitari, lavorando fra Milano, Parigi e New York. Sarà testimonial, fra gli altri, per DR Automobiles Groupe, Pino Lancetti, Gattinoni, Egon von Fürstenberg, Marcolin (azienda), Carlo Pignatelli, Yamaha Racing, Best Company. Sfilerà per Chiara Boni, Gianfranco Ferré, Gai Mattiolo, Mariella Burani, Blumarine, Genny, Nazareno Gabrielli. Sarà suo il volto delle copertine di Cosmopolitan (periodico), Harper's Bazaar, Esquire (periodico), Amica (periodico), Max (periodico), Maxim (periodico), Class (periodico), L'Illustrazione Italiana, Interviú; immortalata da Marco Glaviano, Domenico Cattarinich, Oliviero Toscani, Stefano Guindani, Fabio Lovino, Michel Comte, Bob Krieger, Marco Delogu, Gian Paolo Barbieri, Alessandro Dobici.
Nel 1992 fu scelta come testimonial pubblicitaria della Banca di Roma nello spot televisivo Il sogno, diretto da Federico Fellini, nel quale recitò al fianco di Paolo Villaggio.
Nel 1993 comparve accanto a Raf nel videoclip della sua canzone Due. Ciò diede impulso alla sua carriera cinematografica, che partì sempre nel 1993 con il film Nel continente nero di Marco Risi, in cui recitò a fianco di Diego Abatantuono. Nel 1994 apparve nel film C'è Kim Novak al telefono di Enrico Roseo, insieme con Sylva Koscina. Sempre nel 1994 fu scelta da Carlo Vanzina per il suo S.P.Q.R. - 2000 e ½ anni fa, in cui interpretò una prostituta dal soprannome di "Poppea". Ancora nel 1994 interpretò un ruolo da protagonista, insieme all'attore inglese Rupert Everett, nel film Dellamorte Dellamore di Michele Soavi, ambientato in Italia, che narra le vicende del custode di un cimitero che si imbatte in situazioni anomale. A dicembre del 1994 la vediamo protagonista nella miniserie TV Desideria e l'anello del drago di Lamberto Bava. Lo stesso regista la sceglie per interpretare nel 1997 Mirabella in La principessa e il povero e Livia in Caraibi, serie in 4 puntate.
Successivamente ha preso parte ai film Palla di neve di Maurizio Nichetti (1995), Celluloide di Carlo Lizzani e Giovani e belli di Dino Risi, insieme a Ciccio Ingrassia (entrambi del 1996). In televisione ha condotto il Festival di Sanremo 1995 con Pippo Baudo e Claudia Koll. Lo stesso anno ha inciso il disco dance Pium Paum (Vipula Vapula). Nel 1996 è stata fra i conduttori del quiz preserale di Rai 1 Luna Park.

Claudia Koll, Pippo Baudo e Anna Falchi, conduttori del Festival di Sanremo 1995

Alla fine degli anni novanta, oltre a interpretare il ruolo di sé stessa in Paparazzi e Body Guards - Guardie del corpo, aumentò la sua presenza in televisione, diventando ospite di numerosi programmi. Nel 1997 fece da madrina alla 40ª edizione dello Zecchino d'Oro (ruolo che ripeterà nell'edizione 2006). Ha condotto inoltre l'edizione 1998-1999 di Domenica in accanto a Giancarlo Magalli e Tullio Solenghi. È stata protagonista di numerosi calendari, anche auto-prodotti, in cui ha posato nuda e che vennero sponsorizzati e diffusi prima dal mensile Max e poi da Maxim.
Nel 2000 ha debuttato in teatro con Se devi dire una bugia, dilla grossa, a cui seguirono le tournée La Venexiana (2003), A piedi nudi nel parco (2004) e Notting Hill (2007). Nel 2001, intervistata nella trasmissione Satyricon, si tolse le mutandine di pizzo rosse e le diede in dono al conduttore Daniele Luttazzi, che le annusò estasiato. Nel 2002 tornò al cinema interpretando Operazione Rosmarino, che successivamente fu seguito da Nessun messaggio in segreteria (2005).
Dal 2005 è anche produttrice cinematografica: con il fratello Sauro ha fondato la società A-Movies Production specializzandosi nel film d'autore e indipendenti. Da marzo 2007 collabora con Tiscali Notizie, la testata giornalistica del portale Tiscali, dove scrive di critica cinematografica. Sempre nel 2007 torna sul piccolo schermo nella fiction televisiva Piper, su Canale 5, ed è tra i concorrenti della quarta edizione del talent-show di Rai 1, Ballando con le stelle, dove si classifica seconda con il partner Stefano Di Filippo. Nel 2008 è tornata al cinema, nuovamente nella commedia all'italiana, con L'allenatore nel pallone 2 e Un'estate al mare.

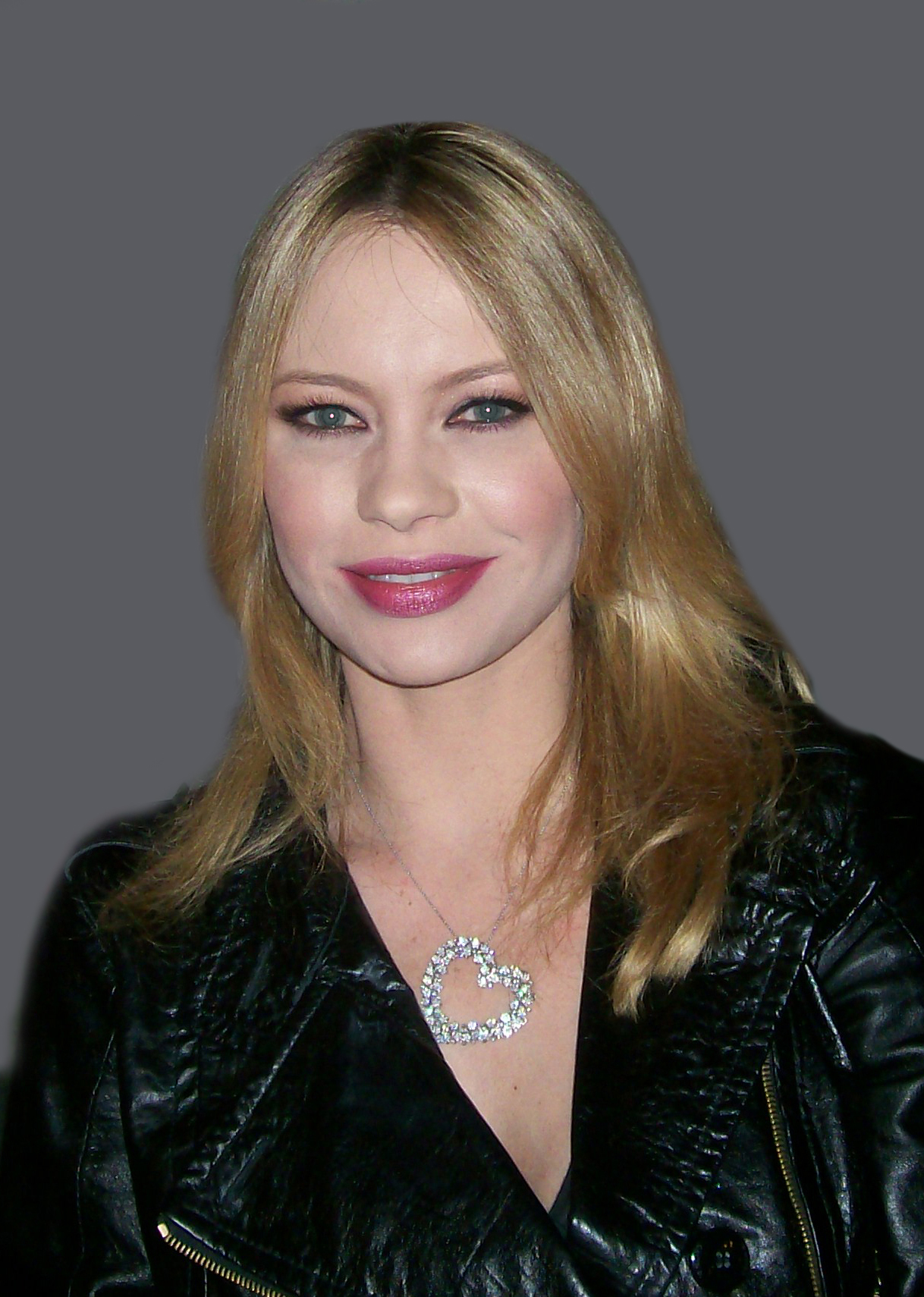
Anna Falchi nel 2008

Sempre nel 2008 Anna Falchi è stata nominata direttrice artistica della New York Film Academy presso la sede di Cinecittà. Nella stagione 2008-2009 ha debuttato come conduttrice radiofonica accanto a Pierluigi Diaco nel programma Onorevole DJ, talk show notturno di RTL 102.5, trasmesso in contemporanea anche in televisione su RTL 102.5 TV, e ha condotto con Ale e Franz il programma Buona la prima!. Dal 21 settembre 2009 ha condotto in prima serata su Rai 1 il varietà Da Nord a Sud... e ho detto tutto!, a fianco di Vincenzo Salemme. Alla fine del 2009 ha partecipato come attrice ai film L'uomo nero di e con Sergio Rubini e Ce n'è per tutti, di cui è stata anche co-produttrice.
Nel 2011 è stata nuovamente presente al cinema nel film di Ezio Greggio Box Office 3D - Il film dei film. Nel 2013 ha partecipato al programma Jump! Stasera mi tuffo, condotto da Teo Mammucari, arrivando quarta. In questi anni è inoltre produttrice di diverse pellicole cinematografiche: Appartamento ad Atene, E la chiamano estate, Good As You - Tutti i colori dell'amore, Amaro amore e Come il vento.
Negli anni successivi presenta alcuni programmi per reti minori: nelle stagioni televisive 2013-2014 e 2014-2015 conduce accanto al giornalista Massimo De Luca la trasmissione sportiva Number Two sull'emittente napoletana Canale 34; nel 2015 conduce il programma Wedding Fashion World, in onda sul canale di Sky La sposa TV. Per lo stesso canale, rinominato Donna & Sposa, nell'autunno del 2016 conduce la trasmissione Sei donna. Nella stagione 2018-2019 conduce su Telenorba il programma culinario Anna e i suoi fornelli uno dei cuochi che la coadiuvava è lo chef ex "La prova del cuoco" Andrea Matranga.
Dal 29 giugno 2020 ritorna in Rai, dove conduce assieme a Beppe Convertini C'è tempo per..., programma spin-off estivo di Unomattina Estate, in onda ogni mattina su Rai 1 dal lunedì al venerdì. Successivamente, C'è tempo per... viene cancellato dal palinsesto estivo di Rai 1 e la coppia di conduttori Falchi-Convertini torna nel mattino della rete con Uno Weekend, nuova trasmissione in onda il sabato e la domenica dal 3 luglio 2021. Dal 14 settembre 2021 conduce su Rai 2 I fatti vostri con Salvo Sottile, mentre dal settembre 2023 conduce il programma assieme a Tiberio Timperi; la coppia viene confermata anche per la stagione seguente, mentre dall'autunno 2025 condurrà il programma in coppia con Flavio Montrucchio. Nell’agosto del 2024 diventa anche conduttrice, insieme a Fabrizio Rocca, di Un’estate italiana, nuovo programma domenicale, in onda da Rimini, dedicato alle vacanze.
Nel 2019 è protagonista, insieme a Roberto Herlitzka, del cortometraggio di Massimo Ivan Falsetta, Virgo - I piedi freddi delle donne, presentato al Green Movie Film Festival, la rassegna di cinema ambientale capitolina che nel 2020 si è svolto in streaming dal 18 al 20 dicembre, dopo i premi ricevuti presso il Linear International Film Festival a ottobre 2020 a Manchester, e al React Film Festival di Catanzaro del 2019.

### Vita privata
Dal 1994 al 1996 è stata legata a Fiorello, mentre alla fine degli anni novanta è stata legata a Max Biaggi.
Nel 2005 si è sposata all'Argentario con una cerimonia sontuosa di rilevanza nazionale con l'imprenditore e finanziere romano Stefano Ricucci, dal quale si è separata un anno dopo.
Dal 2008 al 2010 è stata legata all'imprenditore romagnolo Denny Montesi, con cui ha avuto una figlia, Alyssa. Ottenuto il divorzio da Ricucci, dal 2011 al 2022 è stata legata sentimentalmente ad Andrea Ruggieri, giornalista Rai e deputato di Forza Italia dal 2018. Successivamente intrattiene una relazione con Andrea Crippa, deputato della Lega.
È tifosa della Lazio; nel 2000 è stata madrina della festa scudetto della squadra.
Originariamente una protestante, si è convertita al cattolicesimo.

## Filmografia

### Attrice

#### Cinema
- Nel continente nero, regia di Marco Risi (1992)
- Anni 90 - Parte II, regia di Enrico Oldoini (1993)
- S.P.Q.R. - 2000 e ½ anni fa, regia di Carlo Vanzina (1994)
- Miracolo italiano, regia di Enrico Oldoini (1994)
- C'è Kim Novak al telefono, regia di Enrico Roseo (1994)
- Dellamorte Dellamore, regia di Michele Soavi (1994)
- L'Affaire, regia di Sergio Gobbi (1994)
- Palla di neve, regia di Maurizio Nichetti (1995)
- Celluloide, regia di Carlo Lizzani (1995)
- Giovani e belli, regia di Dino Risi (1996)
- Paparazzi, regia di Neri Parenti (1998)
- Body Guards - Guardie del corpo, regia di Neri Parenti (2000)
- Operazione Rosmarino, regia di Alessandra Populin (2001)
- Nessun messaggio in segreteria, regia di Paolo Genovese e Luca Miniero (2005)
- Bambini, regia di Alessio Maria Federici, Peter Marcias, Andrea Burrafato, Michele Rho e Devor De Pascalis (2006)
- L'allenatore nel pallone 2, regia di Sergio Martino (2008)
- Un'estate al mare, regia di Carlo Vanzina (2008)
- Ce n'è per tutti, regia di Luciano Melchionna (2009)
- L'uomo nero, regia di Sergio Rubini (2009)
- Box Office 3D - Il film dei film, regia di Ezio Greggio (2011)
- I corvi, regia di Marco Limberti – cortometraggio (2012)
- Roma nuda, regia di Giuseppe Ferrara (2012) - proiezione privata a Roma[21]
- Milionari, regia di Alessandro Piva (2014) - Cameo
- Silent Night, regia di Luca Fortino – cortometraggio (2015)
- The Tracker, regia di Giorgio Serafini (2019)

#### Televisione
- Casa Vianello – sitcom, 5 episodi (1993)
- Desideria e l'anello del drago, regia di Lamberto Bava – miniserie TV (1994)
- Gli eredi (Les héritiers), regia di Joseé Dayan – film TV (1997)
- La principessa e il povero, regia di Lamberto Bava – miniserie TV (1997)
- Caraibi, regia di Lamberto Bava – miniserie TV (1998)
- La casa delle beffe, regia di Pier Francesco Pingitore – miniserie TV (2000)
- Gli occhi dell'amore, regia di Giulio Base – film TV (2005)
- Piper, regia di Carlo Vanzina – film TV (2007)
- Piper, regia di Francesco Vicario – miniserie TV (2009)

### Produttrice
- Nessun messaggio in segreteria, regia di Paolo Genovese (2005)
- Ce n'è per tutti, regia di Luciano Melchionna (2009)
- Due vite per caso, regia di Alessandro Aronadio (2010)
- Appartamento ad Atene, regia di Ruggero Dipaola (2012)
- E la chiamano estate, regia di Paolo Franchi (2012)
- Good As You - Tutti i colori dell'amore, regia di Mariano Lamberti (2012)
- Amaro amore, regia di Francesco Henderson Pepe (2013)
- Come il vento, regia di Marco Simon Puccioni (2013)

## Teatro
- Se devi dire una bugia dilla grossa, di Ray Cooney, regia di Pietro Garinei (2000)
- La Venexiana, di Anonimo Veneziano del Cinquecento, regia di Fernando Balestra (2003)
- A piedi nudi nel parco, di Neil Simon, regia di Gianluca Guidi (2004)
- Notting Hill, tratto dall'omonimo film, regia di Massimo Natale (2007)
- La banda degli onesti, tratto dall'omonimo film, regia di Gaetano Liguori (2017)

## Programmi televisivi
- Miss Italia (Rai 1, 1989) Concorrente
- Festival di Sanremo (Rai 1, 1995)
- Papaveri e papere (Rai 1, 1995) 2ª puntata
- Modamare a Positano (Canale 5, 1996)
- Donna sotto le stelle (Canale 5, 1996)
- Luna Park (Rai 1, 1996)
  - Le torri della Zingara (Rai 1, 1996)
  - Bentornato Luna Park (Rai 1, 1996)
- Stelle a quattro zampe (Canale 5, 1997)
- Quaranta Zecchini d'Oro (Rai 1, 1997)
- Zecchino d'Oro (Rai 1, 1997, 2006)
- Sanremo magica (Rai 1, 1998)
- Tai-Tanic (Rai 2, 1998)
- Italiani in vacanza (Italia 1, 1998)
- Domenica in (Rai 1, 1998-1999)
- Premio Barocco (Rai 1, 1999, 2006, 2011)
- Premio Regia Televisiva (Rai 1, 2000)
- Una notte di fiaba (Rai 1, 2001)
- Danger Zone (Sky Cinema Max, 2006)
- Ballando con le stelle (Rai 1, 2007) Concorrente
- Onorevole DJ (RTL 102.5 TV, 2008-2009)
- Buona la prima! (Italia 1, 2009)
- Una notte per Caruso (Rai 1, 2009)
- Da Nord a Sud... e ho detto tutto! (Rai 1, 2009)
- Superbrain - Le supermenti (Rai 1, 2012-2013) Opinionista
- Jump! Stasera mi tuffo (Canale 5, 2013) Concorrente
- Number Two (Canale 34, 2013-2015)
- Techetechete' (Rai 1, 2015) Puntata 52
- Wedding Fashion World (La Sposa TV, 2015-2016)
- Sei donna (Donne & Sposa, 2016)
- Anna e i suoi fornelli (Telenorba, 2018-2019)
- C'è tempo per... (Rai 1, 2020)
- La partita (Rai 2, 2021)
- Uno Weekend (Rai 1, 2021)
- I fatti vostri (Rai 2, dal 2021)
- Telethon (Rai 1, 2021-2022)
- Imprese possibili (Business24, 2022-2024)
- Business Life (Business24, 2023-2024)
- Alessandro Borghese - Celebrity Chef (TV8, 2022) - concorrente
- Un'estate italiana (Rai 1, 2024)
- Magic Christmas - Ogni giorno è Natale (Rai 2, 2024)

## Discografia

### Singoli
- 1995 – Pium Paum (Vipula Vapula)

## Radio
- Onorevole DJ (RTL 102.5, 2008-2009)

## Videoclip
- Due di Raf (1993)
- Due bandiere al vento di Salvo Castagna (2013)
- Dylan Dog degli Stil Novo feat. Federico Poggipollini (2015)
- Devi credere in te di Marco Santilli (2017)

## Doppiatrici italiane
- Chiara Colizzi in Dellamorte Dellamore e Desideria e l'anello del drago
- Francesca Guadagno in Anni '90 - Parte II